# Боложинівська сільська рада
| Боложинівська сільська рада — орган місцевого самоврядування у Буському районі Львівської області з адміністративним центром у с. Боложинів. Історична дата утворення: 1 січня 1965 року. Сільській раді підпорядковані населені пункти: - с. Боложинів - с. Вербляни - с. Заболотне - с. Підставки |

## Склад ради
Рада складається з 16 депутатів та голови.

### Керівний склад ради
| ПІБ                             | Основні відомості                                                 | Дата обрання | Дата звільнення |
| ------------------------------- | ----------------------------------------------------------------- | ------------ | --------------- |
| Новосад Володимир Володимирович | Сільський голова, 1965 року народження, освіта                    | 26.03.2006   | 31.10.2010      |
| Дацків Віктор Володимирович     | Сільський голова, 1965 року народження, освіта вища, безпартійний | 31.10.2010   |                 |

Примітка: таблиця складена за даними джерела